# 老钱达尔勒·易卜拉欣帕夏
钱达尔勒·易卜拉辛帕夏（—1429年8月15日），奥斯曼帝国官员，曾于1421年至1429年间出任奥斯曼帝国的大维齐尔。
他是第三位出身钱达尔勒家族的大维齐尔，之前两位是他的父亲钱达尔勒·卡拉·哈利勒·海雷丁帕夏和他的哥哥钱达尔勒·阿里帕夏。他的儿子小钱达尔勒·哈利勒帕夏和与他同名的孙子小钱达尔勒·易卜拉欣帕夏后来也都曾出任大维齐尔。